# Dom mieszkalny profesorów Uniwersytetu Jagiellońskiego (plac Inwalidów)
Dom mieszkalny profesorów Uniwersytetu Jagiellońskiego – zabytkowy budynek znajdujący się w Krakowie, w dzielnicy V przy placu Inwalidów 4, na Nowej Wsi.

## Historia
Modernistyczny budynek ukończony został w 1926 roku. Był jedną z kilku kamienic wybudowanych w latach 20. XX wieku dla kadry profesorskiej Uniwersytetu Jagiellońskiego. Zaprojektowany został w stylu art déco przez Ludwika Wojtyczkę, we współpracy ze Stefanem Żeleńskim i Piotrem Jurkiewiczem.
Jest to trzypiętrowy budynek na rzucie prostokąta. Główna klatka schodowa doświetlona jest od góry świetlikiem, od strony podwórka znajduje się druga, zewnętrzna, przeznaczona początkowo dla służby. Elewacja ozdobiona jest sgraffitową dekoracją o geometryczno-roślinnych motywach.
W listopadzie 1939 roku, po zajęciu Krakowa przez hitlerowców, mieszkańcy kamienicy otrzymali nakaz eksmisji –ieli czterdzieści osiem godzin na opuszczenie lokali, pozwolono im zachować dobytek, gdyż pomieszczenia w budynku przeznaczono na biura. W filmie Andrzeja Wajdy Człowiek z marmuru główny bohater Mateusz Birkut w jednej ze scen rozbija szybę w bramie kamienicy, tę scenę zrealizowano właśnie w bramie kamienicy przy ówczesnym Placu Wolności.
W budynku zamieszkiwali między innymi Adam i Irena Vetulani, ich synowie Jerzy i Jan oraz ich synowa Maria Vetulani.

## Galeria

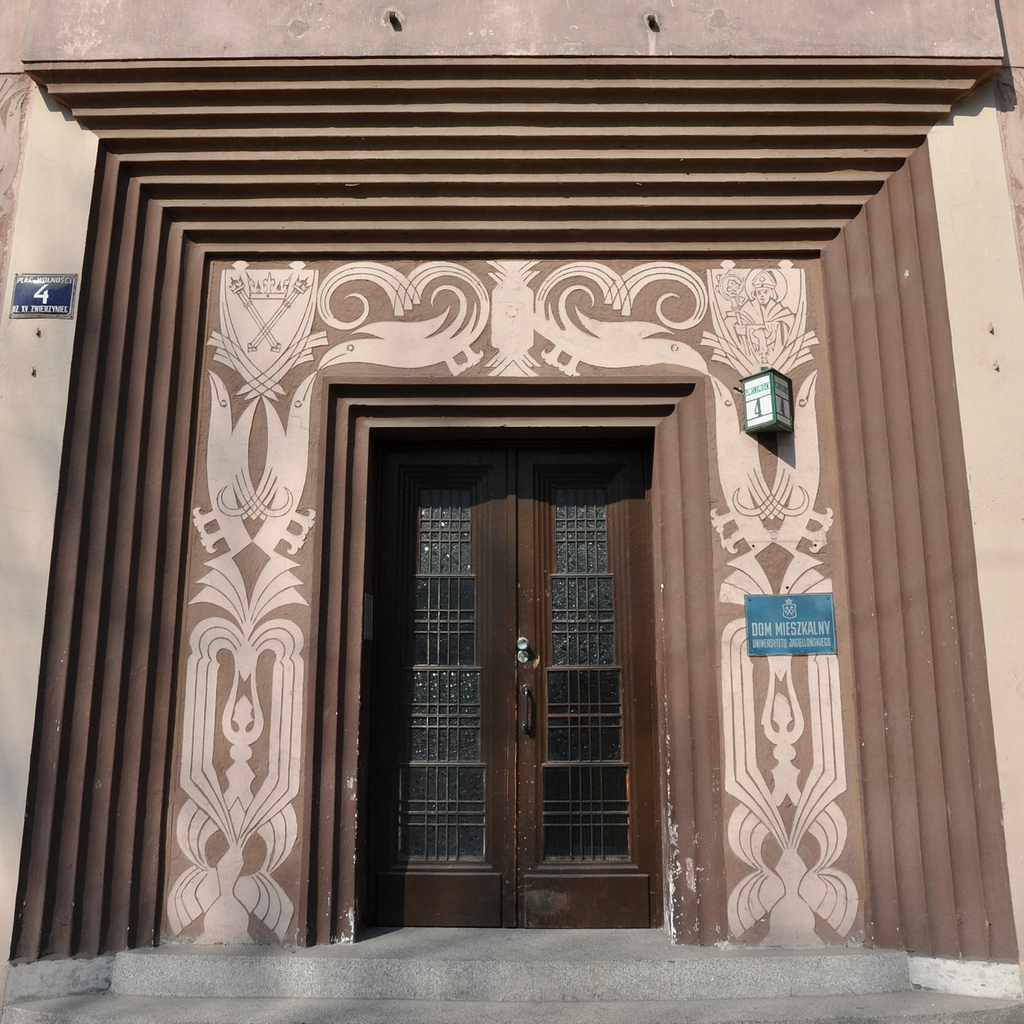
Brama wejściowa
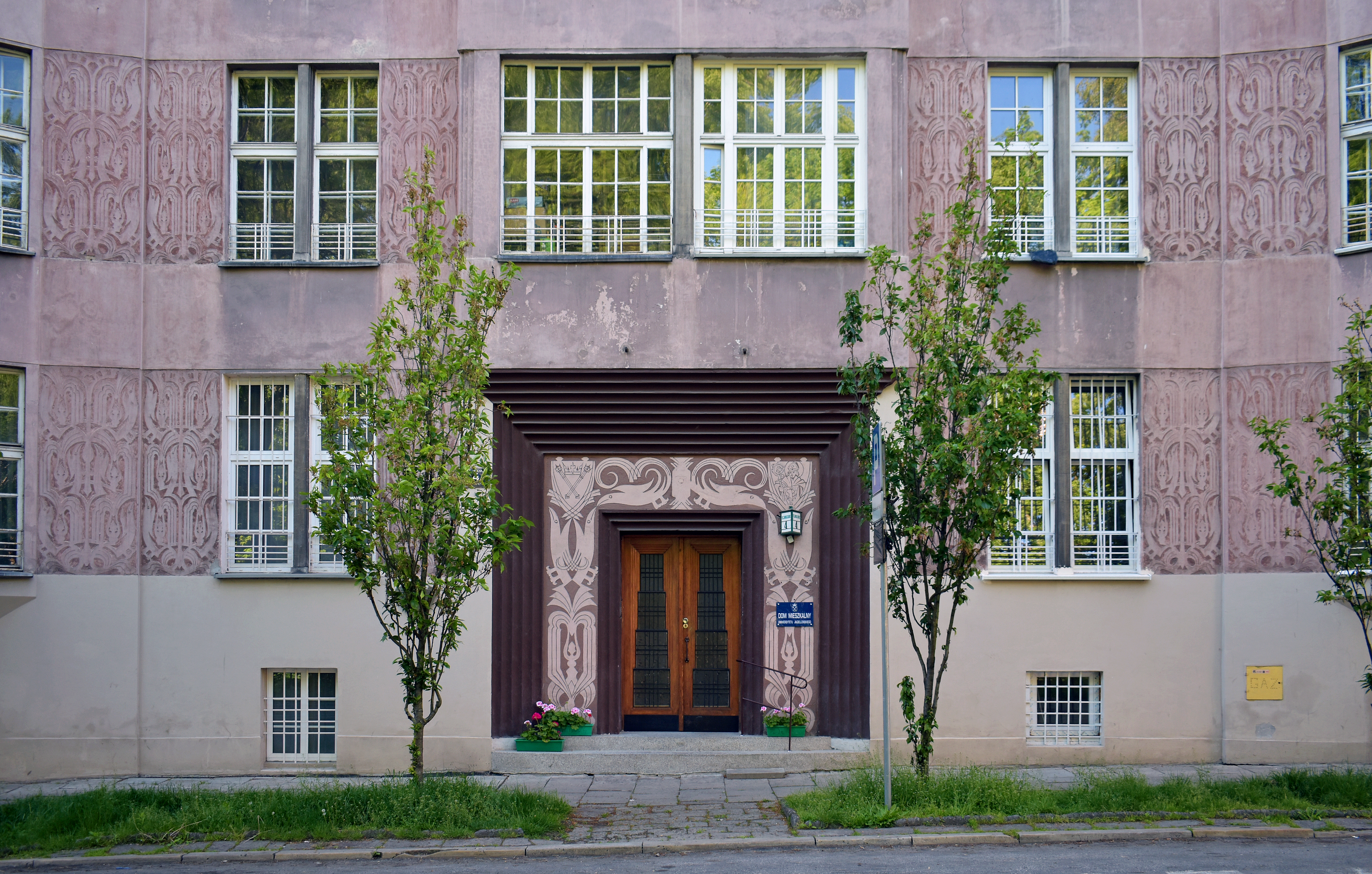
Brama wejściowa i sgraffito
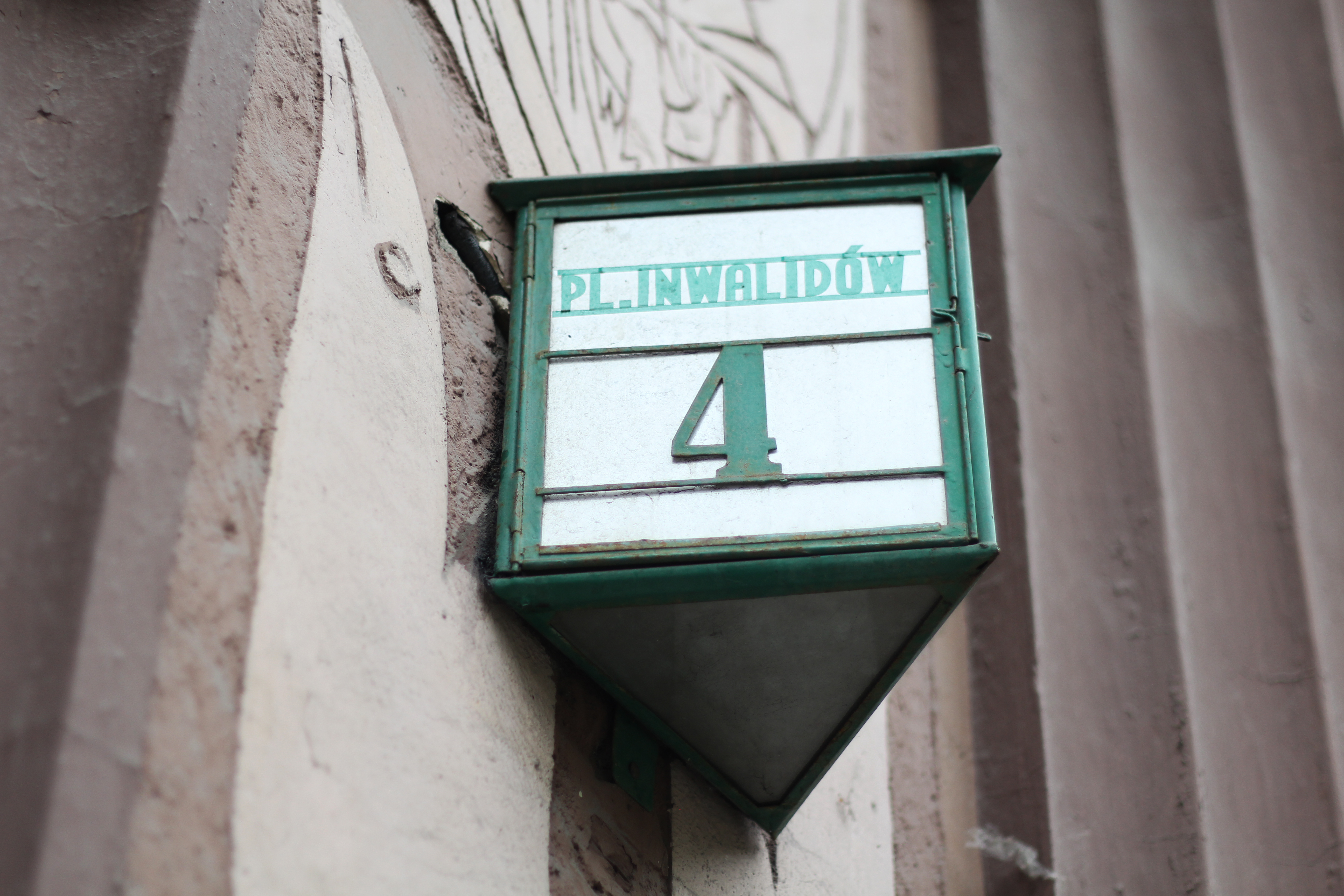
Numer budynku na elewacji
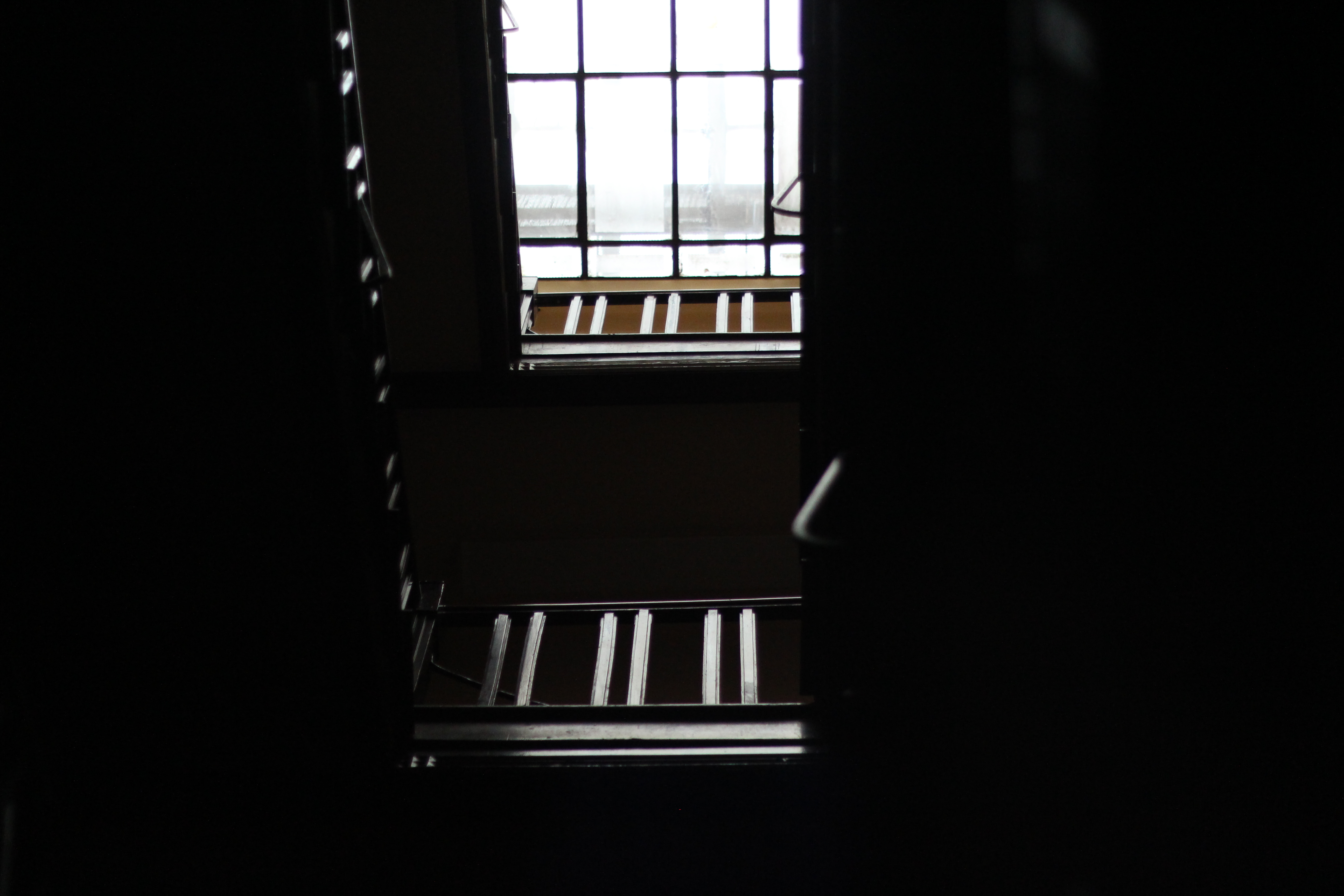
Klatka schodowa